# Billy Glover
Pour les articles homonymes, voir Glover.
 (juin 2019).
Si vous disposez d'ouvrages ou d'articles de référence ou si vous connaissez des sites web de qualité traitant du thème abordé ici, merci de compléter l'article en donnant les références utiles à sa vérifiabilité et en les liant à la section « Notes et références ».
John William « Billy » Glover, né le 29 octobre 1896 à Southport en Angleterre et décédé le 19 mars 1962 dans la même ville, était un footballeur anglais ayant notamment joué pour Southport et Wigan Borough.

## Biographie
Né à Blowick, Southport, Glover commence sa carrière au club local de Southport, le Southport Football Club, marquant  33 buts sur les  54 rencontres de Football League.
Par la suite, il signe à Wigan Borough en janvier 1923 pour 1,250 £.
Il est le meilleur buteur de Wigan lors de la saison 1924-1925, avec un total de  15 buts. Lors de l'avant dernier match de la saison contre Grimsby Town, Billy Glover se casse la jambe. Il rejoue deux fois lors de la saison suivante, mais ne récupère jamais complètement de cet accident. Cet événement met un terme à sa carrière professionnelle.